# Jay Diesel
Jiří Rejfíř (* 15. květen 1978 Rychnov nad Kněžnou) známý pod uměleckým jménem Jay Diesel nebo JayD, je český rapper a zpěvák. Je členem vydavatelství Blakkwood records a zakladatelem jedné z prvních hiphopových kapel na východě Čech, D.Real.C (Další Reálné Cíle).

## Kariéra
Rapu se začal věnovat kolem roku 1999 a jeho první veřejně vydané skladby se objevily na české rapové kompilací Lyrik Derby vydané v roce 2001. Následoval vinylový singl Jsou věci, ke kterému byl natočen i kontroverzní videoklip 2003. Další vinyl singl následoval o rok později, kde spolupracoval se zpěvákem a rapperem Radkem Bangou alias Gipsym na skladbách „Pro svý kočky a psy” a „Don Chichon”. V roce 2007 vydal jako předzvěst svého debutového alba, mixtape Diesel Trucks vol. 1, ke kterému mu vytvořil grafiku známý český herní vývojář Daniel Vávra, pocházející rovněž z Rychnova nad Kněžnou, a mixoval ho Dj Opia (Naše Věc). V roce 2008 vydal své debutové album Život napsal sám, kde hostovali např. Rytmus a Ego jako Kontrafakt, DJ Wich a další přední interpreti včetně jeho koncertního dje Omara. O dva roky později v roce 2010 vydal druhé pokračování Diesel trucks mixtape a hned na to další studiové album s názvem Deset. V roce 2011 pak vydal EP Pro svý, kde nechyběl např. Dj Wich a Moja Reč. V roce 2012 vydal společné EP Už to pal s brněnským rapperem Tafrobem. Po videosinglu „Je to Tvý”, což byl samostatný projekt ve spolupráci s českými olympioniky a umělci, se na nějaký čas odmlčel. Až v roce 2018 přišel s videosinglem „Legendary”, kde hostoval slovenský zpěvák a rapper Kali. V současné době[kdy?] je JayD opět ve studiu a připravuje další projekt.[zdroj?]

## Diskografie
- Diesel Trucks vol. 1 (Mixtape; 2007)
- Život napsal sám (album; 2008)
- Diesel Trucks vol. 2 (Mixtape; 2010)
- Deset (album; 2010)
- Pro svý (EP; 2011)
- Jay Diesel & Tafrob - Už to pal (EP; 2012)
- Nomád (album; 2022)

## Spolupráce
- 2009: Six Nine New York
- 2013: Red Bull